# Zale rubi
Zale rubi là một loài bướm đêm trong họ Erebidae.